# 김봉유
김봉유(金奉猷, 1967년 6월 16일~)는 대한민국의 은퇴한 육상 선수로 주 종목은 중거리 달리기이다. 1990년 아시안 게임에서 금메달 1개, 은메달 1개를 획득하였으며, 1991년 아시아 선수권 대회에서 1500m 종목 은메달을 획득했다. 이후 바르셀로나에서 열린 1992년 하계 올림픽에 대한민국 국가대표로 참가했다. 이듬해 1993년 동아시아 경기 대회에 참가하여 1500m 종목에서 같은 국가의 김순형, 중화인민공화국의 린쥔의 뒤를 이어 동메달을 획득했다.